# Sutton Heights
Sutton Heights är en kulle i Antarktis. Den ligger i Västantarktis. Argentina, Chile och Storbritannien gör anspråk på området. Toppen på Sutton Heights är 861 meter över havet, eller 1 meter över den omgivande terrängen. Bredden vid basen är 0,13 km.
Terrängen runt Sutton Heights är huvudsakligen kuperad, men åt nordost är den platt. Trakten är obefolkad. Det finns inga samhällen i närheten.